# Solar dos Baldaias

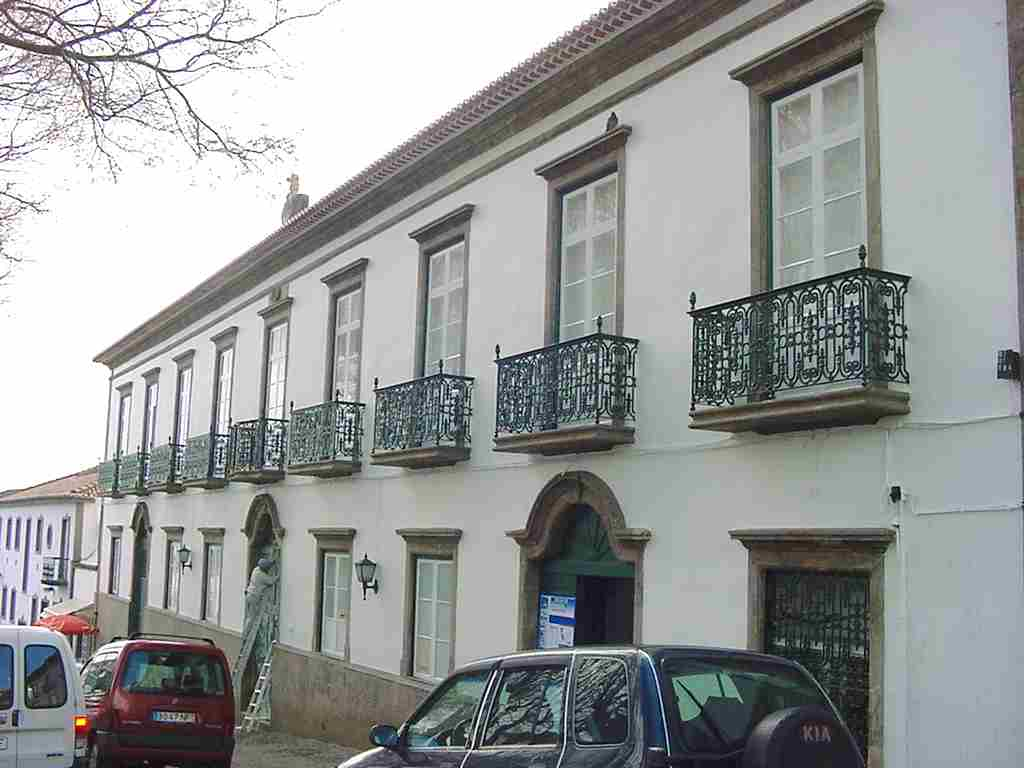
Solar dos Baldaia, Fachada.

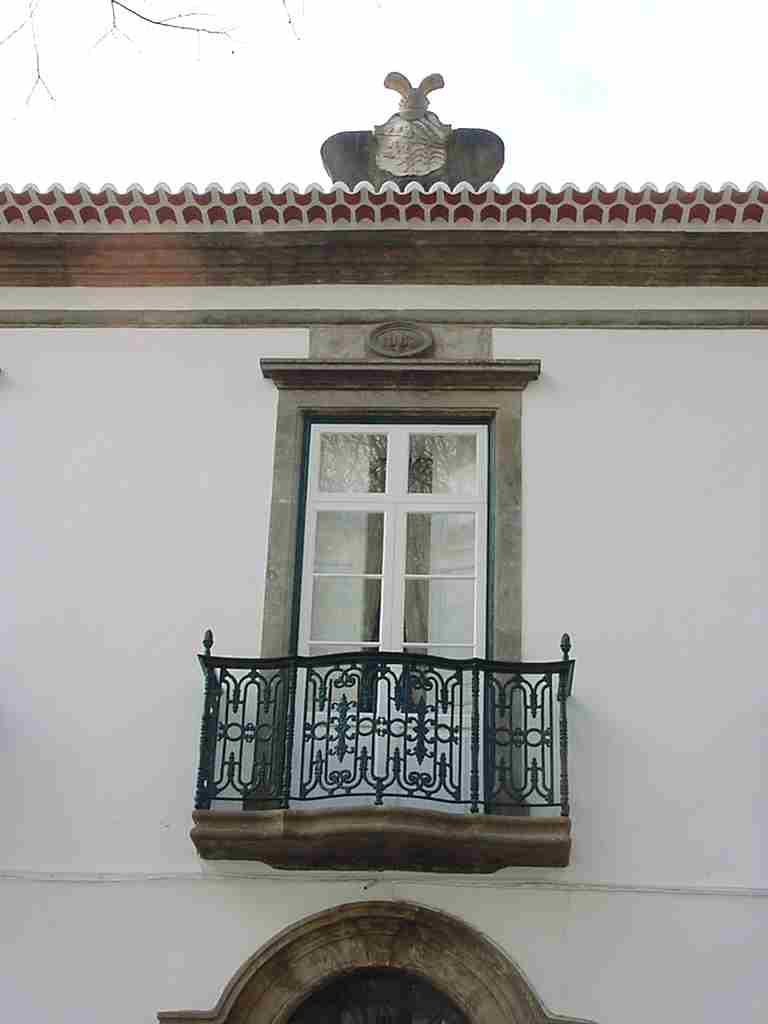
Solar dos Baldaia, Pedra de Armas.

O Solar dos Baldaias é um solar português localizado na ilha açoriana da Terceira, concelho de Angra do Heroísmo, freguesia da Sé.
Este solar de apreciáveis dimensões, localizado na Rua da Miragaia, foi sujeito a obras de restauro e manutenção após o terramoto ocorrido em 1 de Janeiro de 1980 que lhe causou alguns estragos.
Esta solar que tem sido ao longo dos séculos residência da família Baldaia encontra-se frente ao Palácio dos Capitães Generais, e do Seminário Episcopal de Angra, no Centro Histórico de Angra do Heroísmo.
O solar que se apresenta com apreciáveis dimensões tem um jardim curioso onde se destacam plantas de cariz exótico.
Destaca-se este edifício pelo seu aspecto senhorial e pela sua fachada de excelente cantaria e pela pedra de Armas que encima, junto ao teto, a porta principal.